# 일일 드라마
| 월요일        | 화요일        | 수요일        | 목요일        | 금요일        | 토요일        | 일요일        | 월요일~금요일 | 토요일~일요일 | 일요아침 |
| 월요일~화요일 | 월요일~화요일 | 수요일~목요일 | 수요일~목요일 | 금요일~토요일 | 금요일~토요일 | 토요일~일요일 | 월요일~금요일 | 토요일~일요일 | 일요아침 |

《일일 드라마》는 월요일부터 토요일 혹은 금요일까지 방영되는 TV 드라마 프로그램으로, 일일 연속극이라고도 불린다. 초기에는 가족 드라마와 시트콤 등을 편성하여 장르적 균형을 유지하기도 하였으나, 이후 방송사들은 시청률을 좌우하는 10~20대 시청층을 지나치게 의식하였다. 그 결과 감각적인 영상, 가볍고 코믹한 소재와 분위기, 자극적인 음악, 소비지향적인 세트에 주안점을 두게 되었으며, 이로 인해 방송사 간 차별성이 점차 사라지게 되었다.

## 대한민국

### 아침
2010년대까지는 평일 아침 시간대에 다양한 드라마 프로그램을 시청할 수 있었으나, 2020년을 기점으로 코로나19의 여파, 스마트폰 보급 확대, OTT 서비스 가입자 수 증가 등으로 인해 시청률이 저조해졌다. 이와 같은 상황 속에서 2018년 MBC 아침드라마, 2019년 KBS 2TV 아침드라마, 2021년 SBS 아침연속극이 순차적으로 폐지되면서, 지상파 아침드라마는 모두 종영하게 되었다.
- KBS 1TV 아침 드라마 (1982년 ~ 1983년)
- KBS 2TV 아침 드라마 (1983년 ~ 2011년, 2018년 ~ 2019년) <36년 만에 완전 폐지>
- KBS 2TV 일요 아침 드라마 (1984년 ~ 2007년) <23년 만에 완전 폐지>
- MBC 아침 드라마 (1981년, 1983년,  1990년 ~ 2018년) <37년 만에 완전 폐지>
- MBC 일요 아침 드라마 (1985년 ~ 2005년) <20년 만에 완전 폐지>
- SBS 아침연속극 (1991년 ~ 2021년) <30년 만에 완전 폐지>
- SBS 일요 아침 드라마 (1991년 ~ 1992년, 1993년 ~ 1996년, 1999년 ~ 2000년) <9년 만에 완전 폐지>
- JTBC 아침 드라마  (2011년 ~ 2012년) <3개월 만에 폐지>
- tvN 일일 드라마 (2012년 ~ 2015년) <3년 만에 폐지>

### 저녁
평일 2010년대까지 저녁 시간대에는 온 가족이 함께 즐기는 안방극장에서 다수의 드라마 프로그램이 방영되어 많은 호평을 얻었다. 그러나 2020년을 전후하여 코로나19의 확산, 스마트폰의 보급, OTT 서비스 가입자 수 증가 등으로 시청률이 저조해지면서, 2017년에는 SBS 일일드라마가 폐지되기에 이르렀다.

#### 현재
- KBS 1TV 일일 드라마
- KBS 2TV 일일 드라마
- MBC 일일 드라마

#### 과거
- MBC 일일 대하 드라마 (1971년 ~ 1982년, 2013년 ~ 2014년) <43년 만에 완전 폐지>
- MBC 일일 특별 기획 드라마 (2014년 ~ 2017년) <3년 만에 폐지>
- SBS 일일 드라마 (1991년 ~ 1992년, 1995년 ~ 2004년, 2007년 ~ 2017년) <26년 만에 완전 폐지>
- JTBC 일일 드라마 (2013년 ~ 2014년) <1년 만에 폐지>

## 일본

### 현재
- 연속 TV 소설 (NHK, 1961년 ~ 현재) - 평일 아침 8시 ~ 8시 15분 (주말 제외)
- 밤 드라마 (NHK, 2022년 ~ 현재) - 평일 밤 10시 45분 ~ 11시
- 한류 프리미엄 (TV도쿄, 2012 ~ 현재) - 한국 수출 드라마 화제작 시리즈

### 과거
- 은하 TV 소설 (NHK, 1969 ~ 1989년) - 밤 시간대
- 드라마 신은하 (NHK, 1993 ~ 1998년)
- NHK 밤 연속 드라마 (NHK, 2002 ~ 2005년) - 심야 시간대
- 아침 연속 드라마 (ytv, 1986 ~ 1993년)
- 아내 극장 (후지TV, 1990 ~ 1993년)
- 후지TV 평일 낮 1시 45분대 연속 드라마 (후지TV, 1967 ~ 1976년)
- 일일연속극 시어터 (TV아사히 계열, 2017 ~ 2019년)
- 사랑의 극장 (도쿄방송, 1969 ~ 2009년)

## 대만
- SET 타이완 일일 드라마 (2000년 ~ )
- SET 메트로 일일 드라마 (2011년 ~ )
- 민간전민 텔레빈전 일일 드라마 (1997년 ~ )
- 중국 텔레비전 일일 드라마 (1969년 ~ )
- 중화 텔레비전 일일 드라마 (1990년 ~ )
- 타이완 텔레비전 일일 드라마 (1981년 ~ )

## 영국
- 에머데일 (ITV, 1972년 ~ )
- 코로네이션 스트리트 (ITV, 1960년 ~ )

## 미국

### 현재
- 더 영 앤 더 레스트리스 (CBS, 1973년 ~ )
- 더 볼드 앤 더 뷰티풀 (CBS, 1987년 ~ )
- 우리 생애 나날들 (NBC, 1965년 ~ )
- 제너럴 호스피털 (ABC, 1963년 ~ )

### 과거
- 가이딩 라이트 (CBS, 1952년 ~ 2009년)
- 애즈 더 월드 턴즈 (CBS, 1956년 ~ 2010년)
- 원 라이프 투 리브 (ABC, 1968년 ~ 2012년)
- 올 마이 칠드런 (ABC, 1970년 ~ 2011년)

## 같이 보기
- 일요아침드라마
- 연속극